# Nova crnogorska književnost (zbornik)
Nova crnogorska književnost Borislava Jovanovića zbornik je sedamdesetak književno-kritičkih tekstova o savremenoj crnogorskoj književnosti čiji su autori iz Crne Gore, Srbije, Hrvatske, Bosne i Hercegovine i Slovenije. Knjiga je štampana 2010. u izdanju Plime iz Ulcinja uz podršku Ministarstva kulture Vlade Crne Gore.

### Sadržaj
Nova crnogorska književnost sadrži sledeća poglavlja: Uvodni pogledi, Grupni portreti bitnih romana, U ogledalu crnogorske književne kritike, U ogledalu regionalne književne kritike, Predznaci devedesetih, Trg nove književnosti, Bilješke o autorima, Napomena priređivača.
U svojoj uvodnoj studiji naslovljenoj Književni pečat jedne generacije:Kairos nacionalne literature, autor Borislav Jovanović veli da je 1990-ih napravljen diskontinuitet u crnogorskoj književnosti, čiji su akteri bili tada najmlađa generacija crnogorskih književnika.
"Kroz prizmu domaće i regionalne književne kritike - u formi prikaza, eseja, studija - u ovome Zborniku se dokodiraju djela nekad najmlađe, mlade, danas srednje generacije crnogorskih pisaaca". U Zbornku, veli dalje Jovanović, osvetljen je identitet najnovije crnogorske književnosti. Autor piše u uvodu: "Crnogorska književnost nikada nije bila toliko u fokusu regionalnih književnih centara kao u posljednje dvije decenije".

### Autori
Članke u Novoj crnogorskoj književnosti objavili su i Miljenko Jergović, dr. Jakov Sabljić, Anela Senčar, Žarko Pajić, Dario Grgić, Gordana Crnković, Lidija Vukčević, porf. dr Milorad Nikčević (Hrvatska), zatim Ivan Lovrenović, Davor Beganović, Nikola Petković, Marina Soldo (iz BiH), Teofil Pančić, Filip David, Jovan Ćirilov, Saša Ćirić (Srbija), Iztok Osojnik (Slovenija). Od crnogorskih autora, pored Borislava Jovanovića, priloge su napisali: Aleksandar Bečanović, Rajko Cerović, Dragan Radulović, Marinko Vorgić, Vlatko Simunović, Branko Sbutega, Božo Koprivica, Božena Jelušić, dr. Sonja Tomović-Šundić...

### Djela crnogorskih književnika
U Novoj crnogorskoj književnosti predstavljeni su sledeći savremeni crnogorski književnici: Balša Brković, Andrej Nikolaidis, Pavle Goranović, Aleksandar Bečanović, Ognjen Spahić, Dragan Radulović, Ognjen Radulović, Jovanka Uljarević, Igor Đonović, Milovan Radojević, Ljubeta Labović, Vladimir Vojinović, Bogić Rakočević, Danilo Lompar, Željko Stanjević, Momčilo Zeković, Milisav Popović, Sanja Martinović, Dragana Tripković.
Takođe su zastupljeni još tokom 1980-ih afirmisani crnogorski književnici: Mladen Lompar, Milorad Popović, Ljubomir Đurković.

### Literatura
- Borislav Jovanović, Nova Crnogorska književnost (zbornik), Plima, Ulcinj, 2010; urednik: Jovan Nikolaidis; recenzent: porf. dr Davor Beganović; str. 364;  978-86-85727-42-9.